# Fluorenon
Fluorenon is een derivaat van de polycyclische aromatische koolwaterstof fluoreen. Het is een keton met de ketogroep op positie 9 in de fluoreenstructuur. Het is een gele kristallijne, brandbare stof die praktisch onoplosbaar is in water.

## Synthese
Fluorenon ontstaat door de katalytische oxidatie van fluoreen. De reactie kan uitgevoerd worden in de vloeistoffase (in basisch milieu), of in de gasfase:
Kleine hoeveelheden fluorenon worden ook gevormd bij de verbranding van benzine of diesel, hetgeen ook voor fluoreen het geval is.

## Toepassingen
Fluorenon is een intermediaire stof bij de synthese van bepaalde farmaceutische stoffen en pesticiden voor de landbouw. 2,4,7-trinitrofluorenon wordt in de analytische chemie gebruikt voor het identificeren van polycylische aromatische verbindingen.
Derivaten van fluorenon worden ook gebruikt in speciale polymeren; met poly-(2-vinylfluorenon) bijvoorbeeld kunnen elektrisch isolerende deklagen op geleidende substraten aangebracht worden.